# Josef Nadj

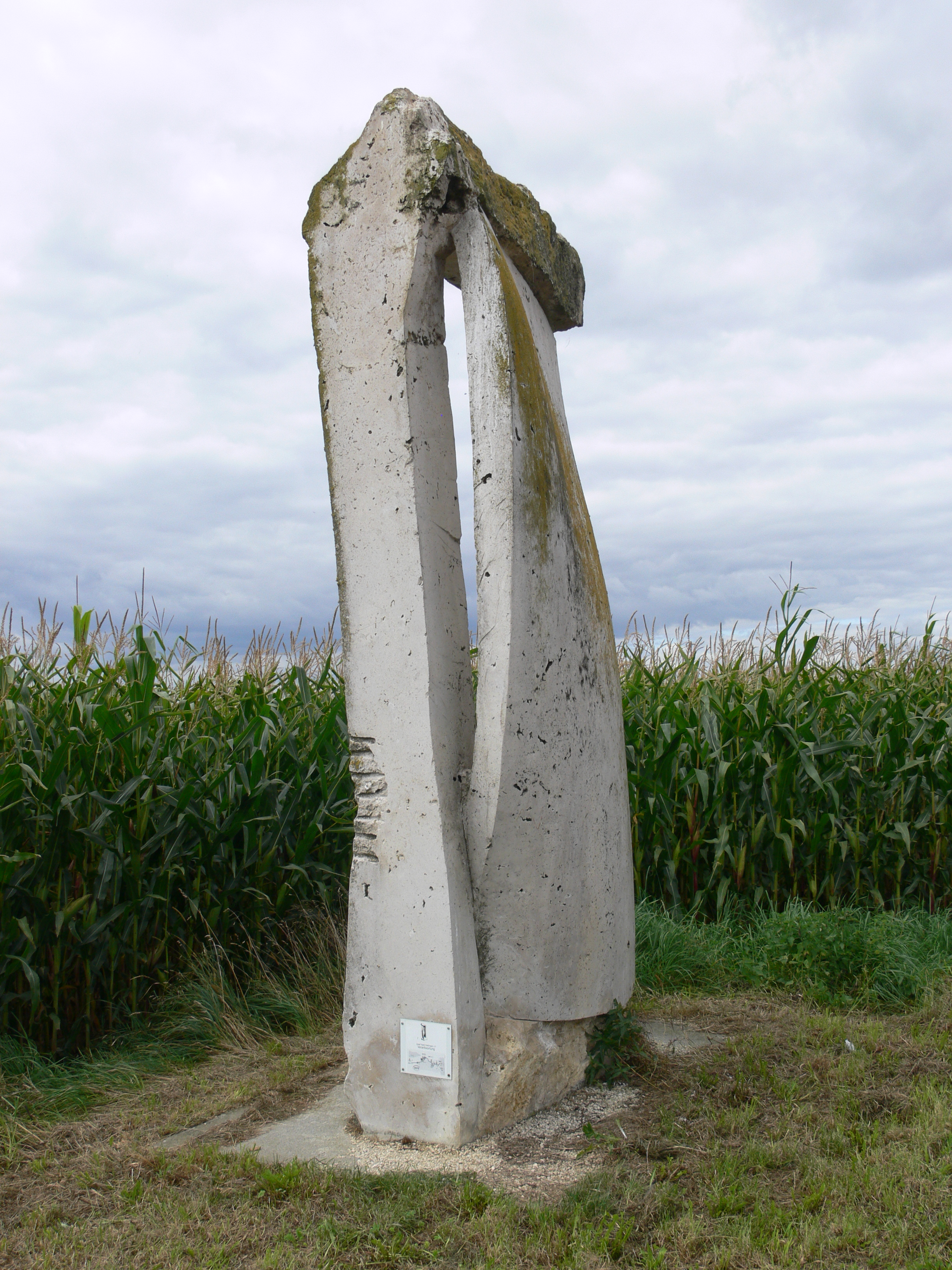
Skulpturenfeld Oggelshausen

Josef Nadj (Aranđelovac, 1 januari 1953) is een Duitse beeldhouwer.

## Leven en werk
Nadj, die zijn jeugd doorbracht in Servië, volgde van 1970 tot 1974 een kunstopleiding bij de graficus Gerd Neisser aan de Freie Kunstschule Stuttgart. Hij studeerde aansluitend van 1975 tot 1981 beeldhouwkunst bij Herbert Baumann aan de Staatliche Akademie der Bildenden Künste Stuttgart, waaraan hij sinds 1986 als hoogleraar is verbonden. Vanaf 1981 is Nadj woonachtig en werkzaam in Dettingen (Horb) in de deelstaat Baden-Württemberg.
Josef Nadj werkt als steenbeeldhouwer en taille directe bij voorkeur met graniet, dat hij zelf in de steengroeve zoekt. Zijn naam is sinds 1990 aan diverse beeldhouwersymposia verbonden.

## Symposia
- 1990 Symposion Bad Waldsee
- 1991 Bildhauer im Park, Stadt Weißenhorn
- 1993 Skulptura Wiblingen
- 1993 Muju International Sculpture Symposium Korea
- 1995 Empfinger Sommer
- 1998 Symposium Alpin international de sculpture
- 2000 Symposion Europäischer Bildhauer in Oggelshausen. De aldaar vervaardigde sculpturen (thans 25) maken deel uit van het beeldenpark Skulpturenfeld Oggelshausen.

## Werken (selectie)
- 1987 : Liegende Figuration, Lukasplatz in Stuttgart
- 1989 : Große Schildfigur, beeldenroute Kunstpfad Universität Ulm in Ulm
- 1993 : Genesis, bij de Gänstorbrücke in Ulm
- 1999 : Passage, Kirchheimer Kunstweg in Kirchheim unter Teck
- 2000 : Verantwortung, Skulpturenfeld Oggelshausen
- 2001 : Rahmenbedingung, Skulpturen-Rundgang Schorndorf
- 2003 : Fontein in Bittelbronn (Horb am Neckar)
- 2004/5 : Fontein in Nagold
- 2008 : Wächter (Syeniet), Horb am Neckar

## Fotogalerij

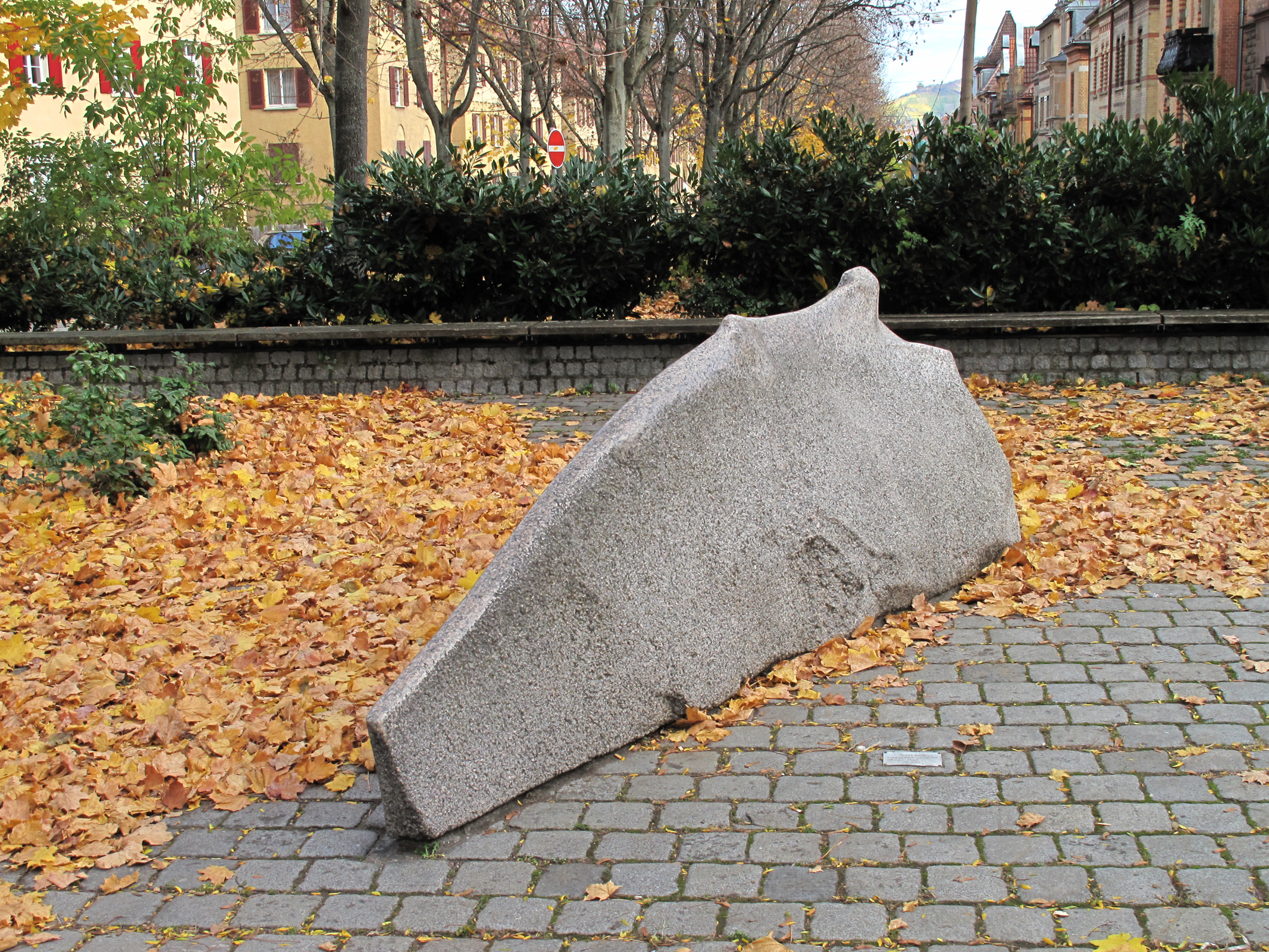
Liegende Figuration (1987), Stuttgart
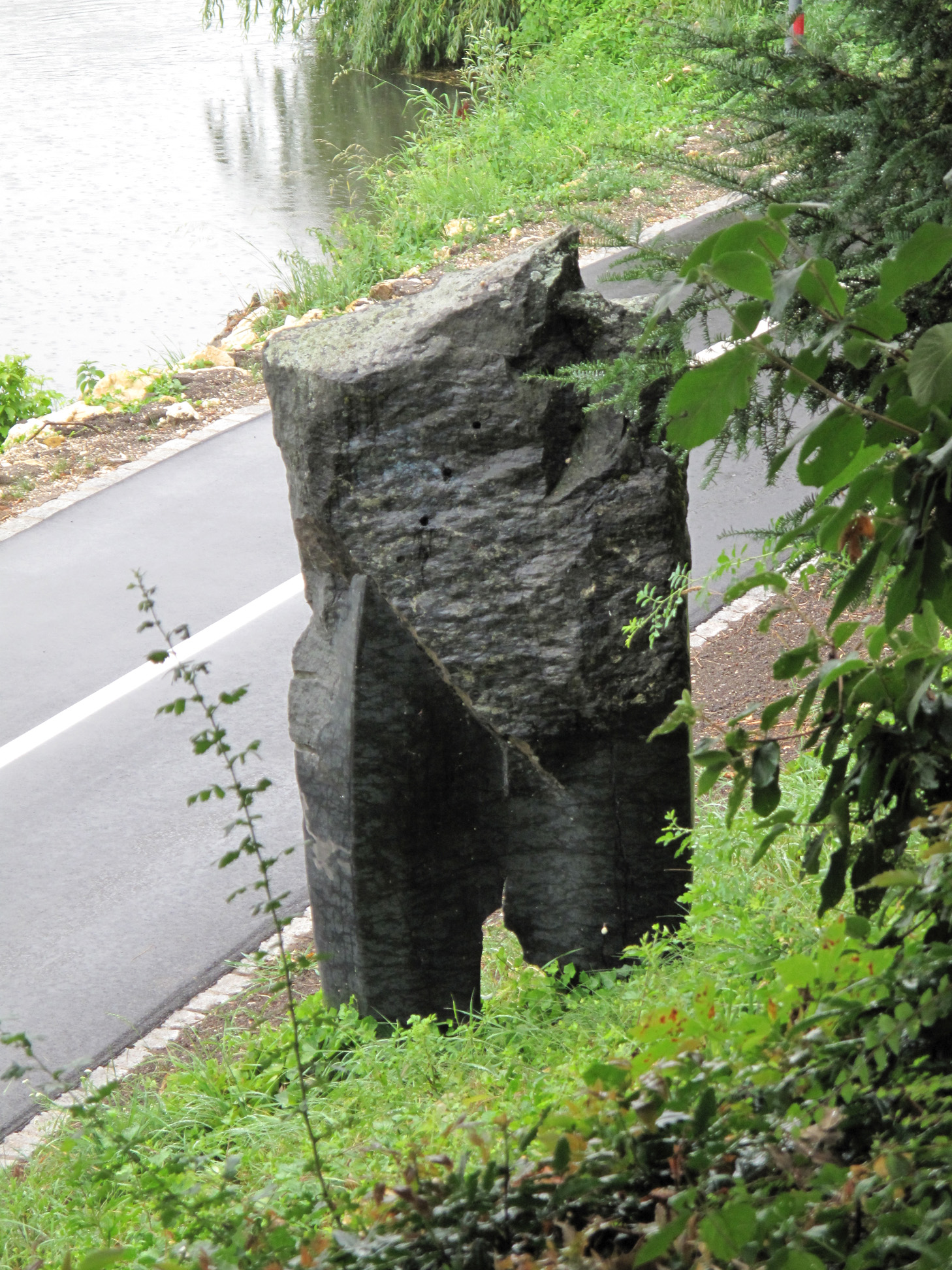
Genesis (1993), Ulm
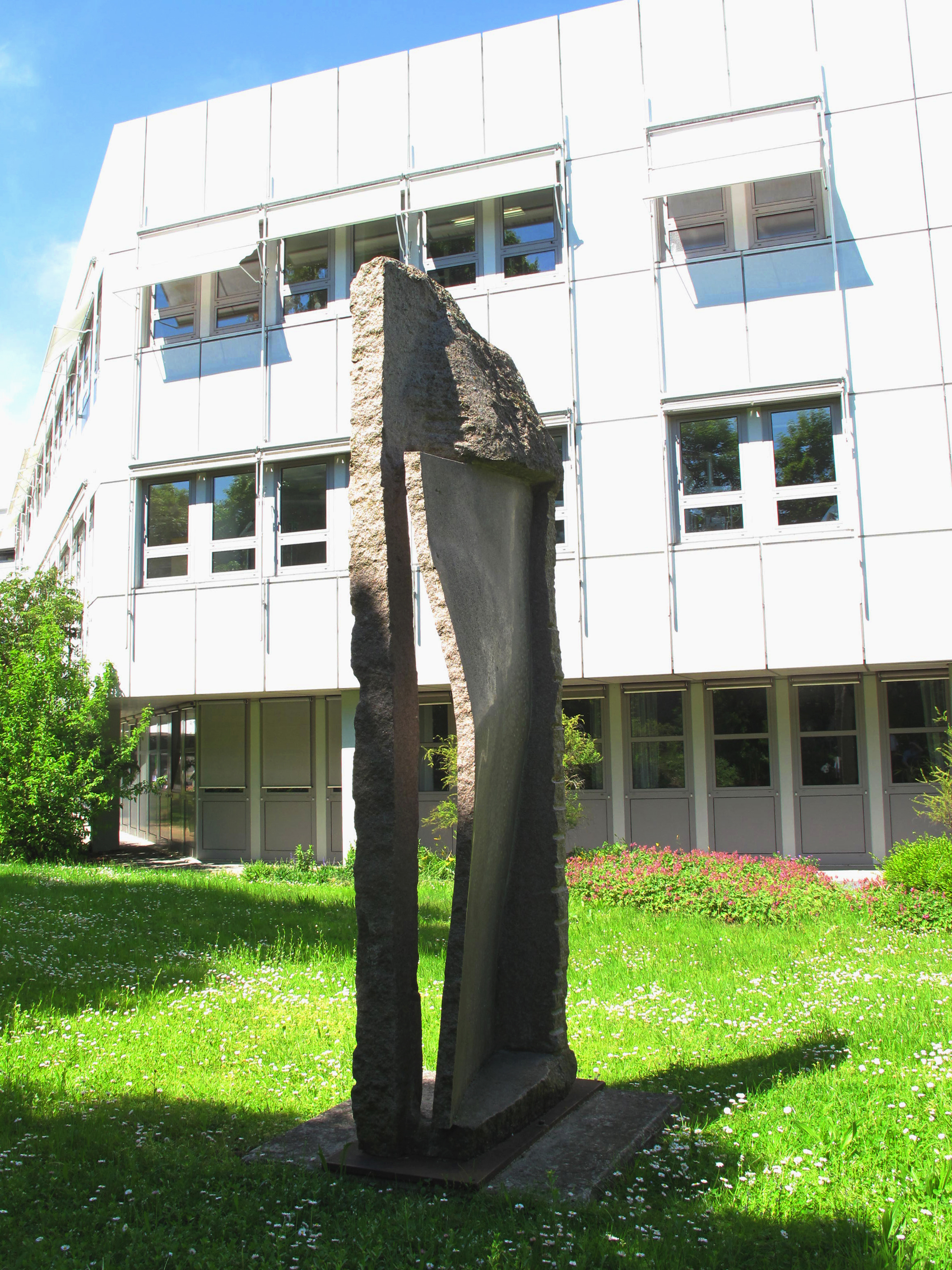
Passage (1999), Kirchheim unter Teck
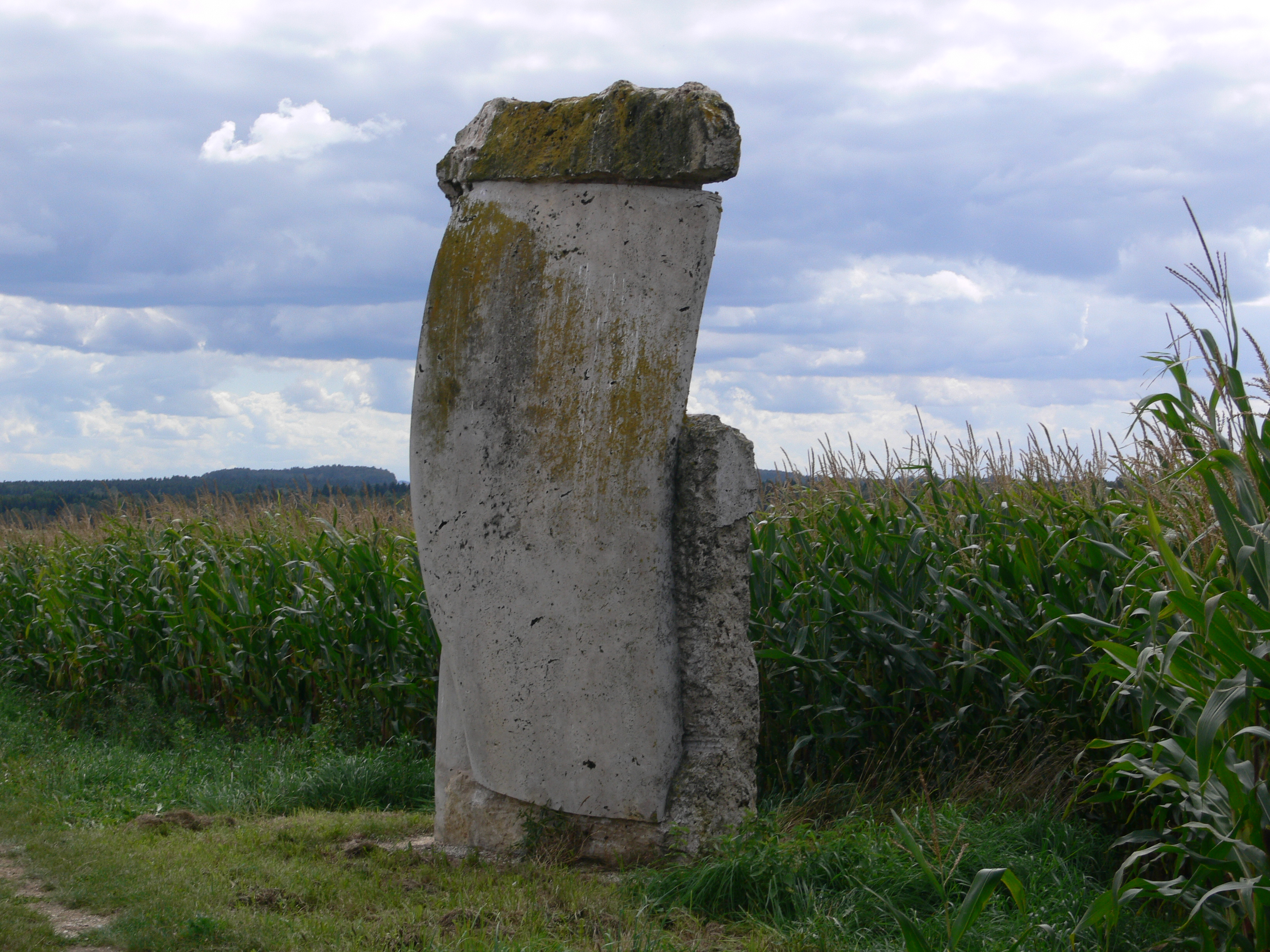
Verantwortung (2000), Oggelshausen
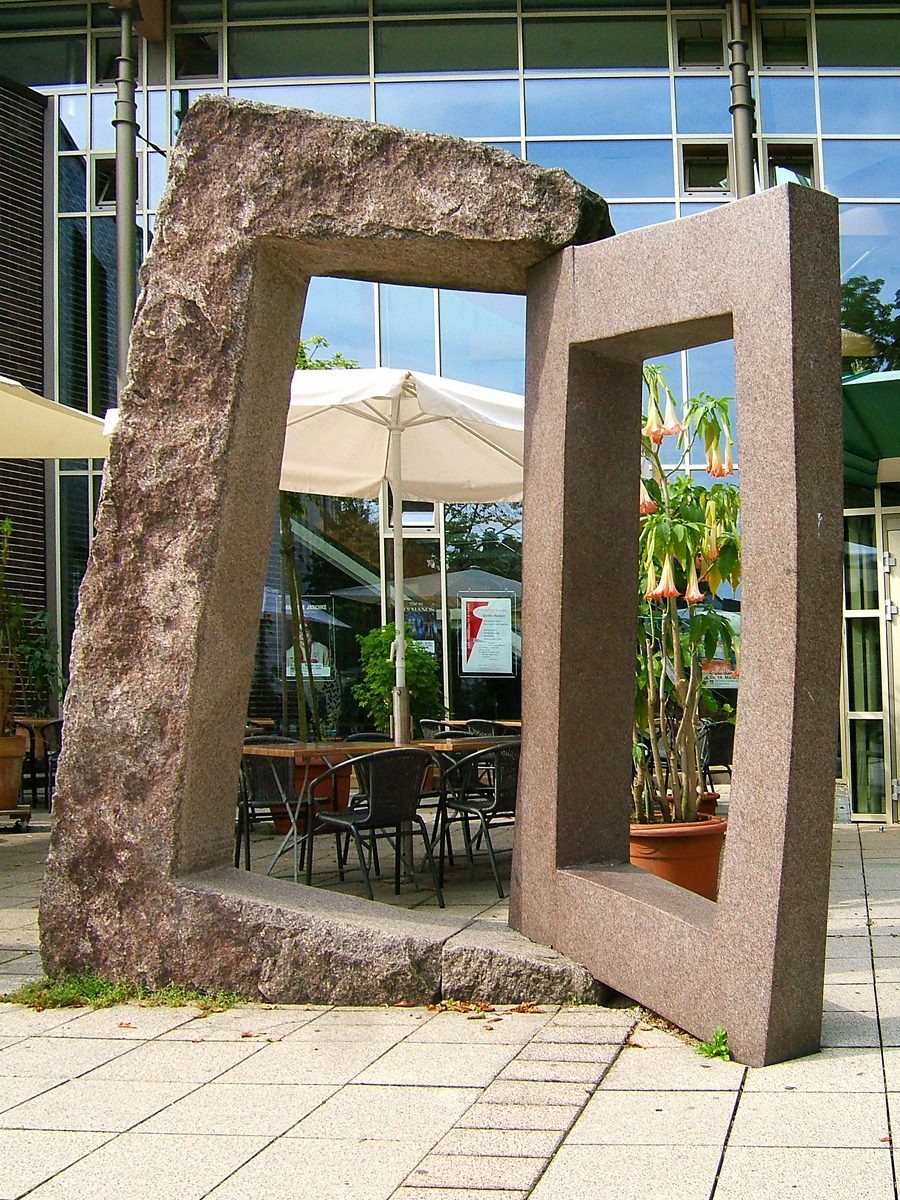
Rahmenbedingung (2001), Schorndorf
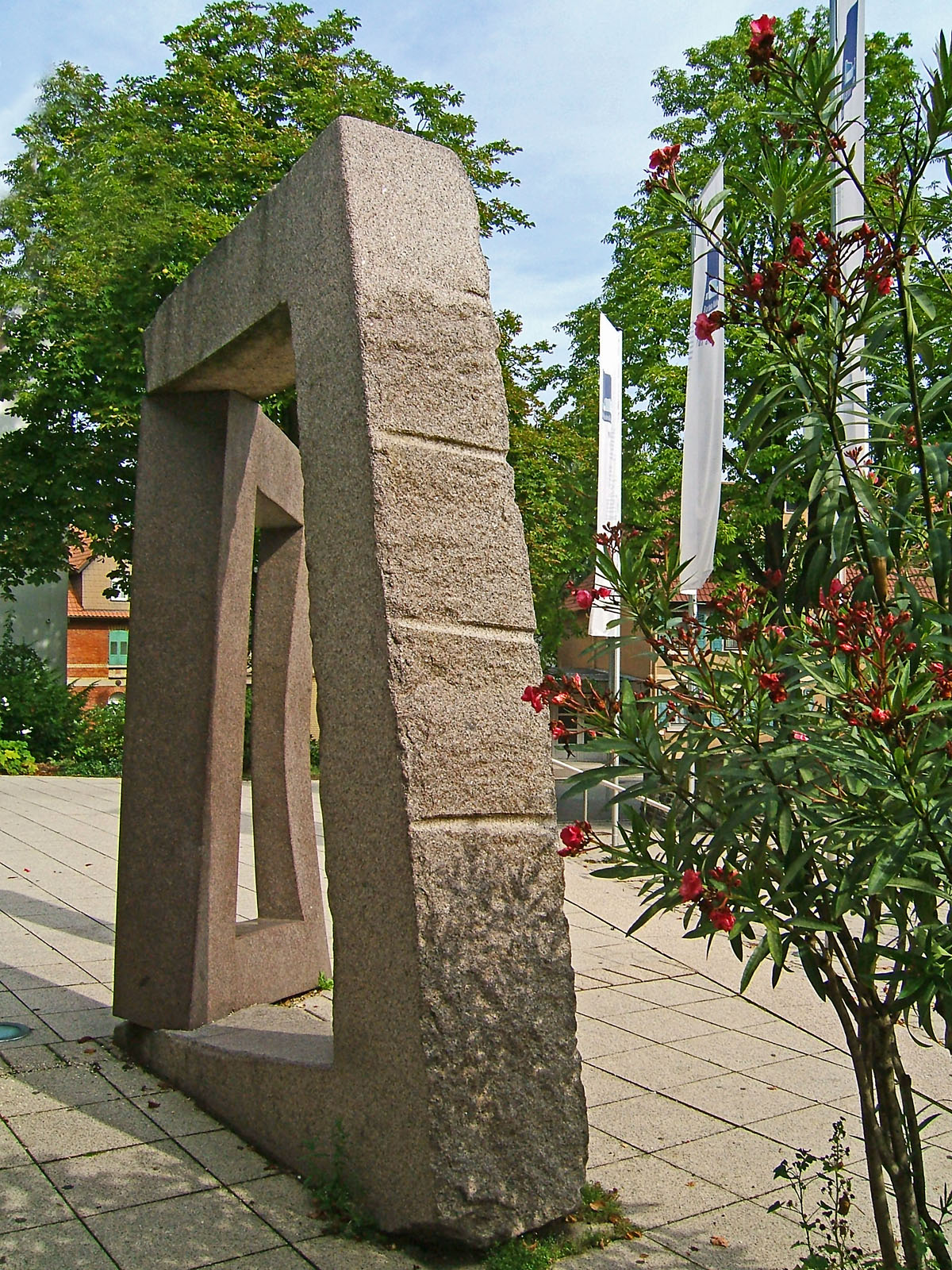
Rahmenbedingung (2001)
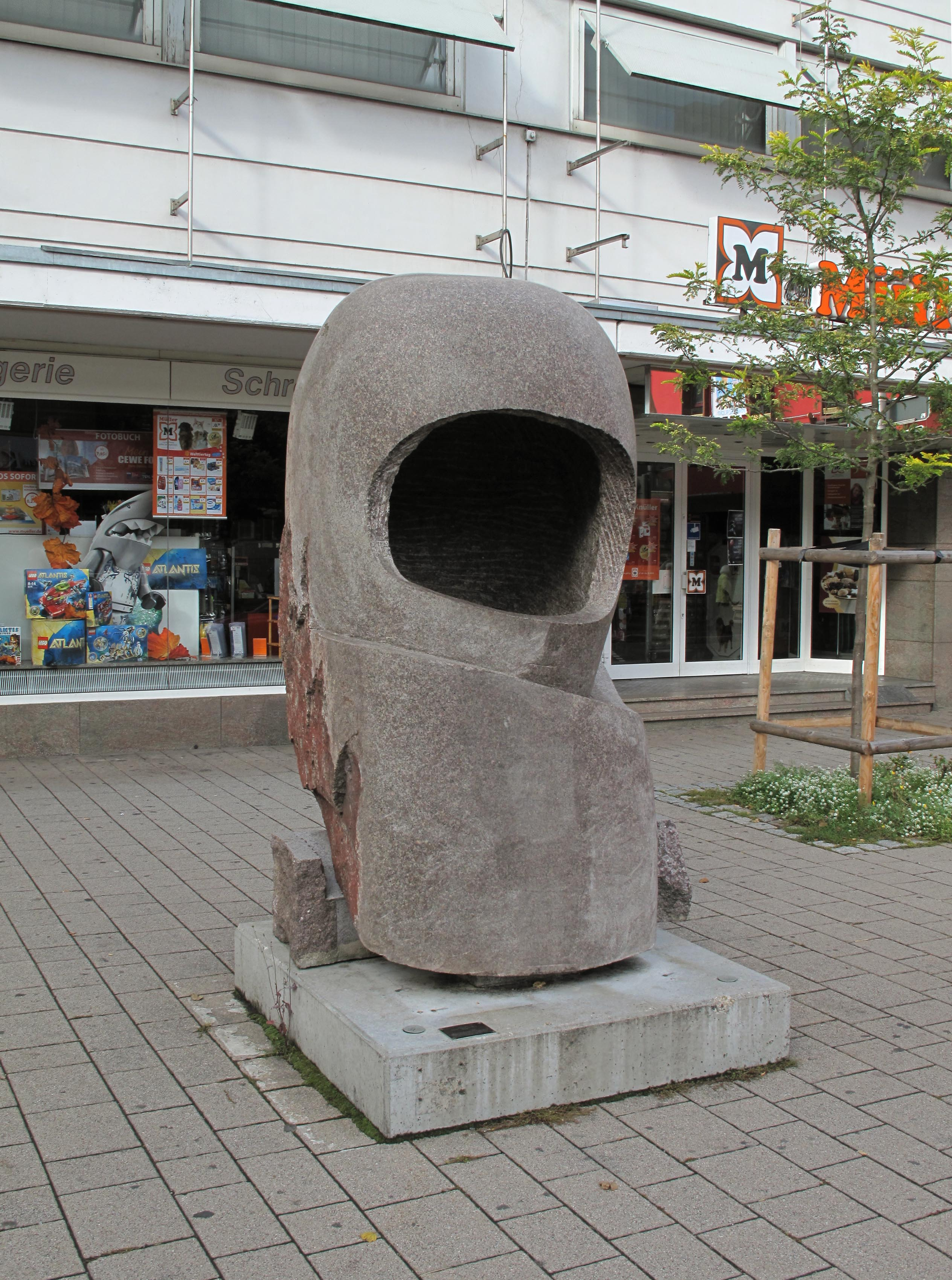
Wächter (2008), Horb am Neckar